# خوسيه أنخيل كورونيل
خوسيه أنخيل كورونيل (بالإسبانية: José Ángel Coronel)‏ (23 نوفمبر 1996 في المكسيك - ) هو لاعب كرة قدم مكسيكي في مركز الهجوم.

## وصلات خارجية
- خوسيه أنخيل كورونيل على موقع قاعدة بيانات كرة القدم.إي يو (الإنجليزية)
- خوسيه أنخيل كورونيل على موقع Soccerway.com (الإنجليزية)